# Arnarþúfufoss
Arnarþúfufoss är ett vattenfall i republiken Island.   Det ligger i regionen Norðurland eystra, i den nordöstra delen av landet, 400 km nordost om huvudstaden Reykjavík. 
Terrängen runt Arnarþúfufoss är platt åt nordväst, men åt sydost är den kuperad.  Trakten runt Arnarþúfufoss är nära nog obefolkad, med mindre än två invånare per kvadratkilometer. Närmaste större samhälle är Raufarhöfn, 10,8 km norr om Arnarþúfufoss. Omgivningarna runt Arnarþúfufoss är i huvudsak ett öppet busklandskap.